# Darko Brguljan
Darko Brguljan (5. studenoga 1990.) je crnogorski vaterpolski reprezentativac. Igra u napadu. Sin je poznatog vaterpolskog suca i športskog radnika Marija Brguljana.
Ponikao u Valu iz Prčnja, igrao za Primorac iz Kotora, Budvu, saudijski Al-Ittihad i Circolo Canottieri iz Napulja. 
Za Primorac je igrao od 2006. do 2010., Budvu od 2010. do 2012., Al-Ittihad 2012. do 2013. te od 2013. za Canottieri. 
S Canottierijem je sezone 2013./14. sa 71 pogotkom bio najbolji strijelac prvenstva i najzaslužniji što je Canottieri osigurao plasman u doigravanje za prvaka, zbog čega mu je klub produžio ugovor na još dvije godine.
Igrajući za crnogorsku juniorsku reprezentaciju osvojio je europsko zlato. Standardni je igrač crnogorske seniorske reprezentacije. Osvojio je srebro na svjetskom prvenstvu 2013. godine u Španjolskoj.

## Vanjske poveznice
- Draško, Uglješa i Darko Brguljan, Ponosni na zajedništvo  Arhivirana inačica izvorne stranice od 26. svibnja 2015. (Wayback Machine), Piše: Gordana Badalovska, Gracija, 7. rujna 2013.